# Лаконос
Лаконо́с (англ. Phytolacca) — род многолетних растений семейства лаконосовые (Phytolaccaceae). В садоводстве известен под названием фитола́кка, у американцев — англ. pokeberry.

## Общие сведения
Многолетние травы, редко кустарники и древовидные формы с очерёдными цельными листьями.
Цветки мелкие, большей частью обоеполые, в кистевидном соцветии, реже двудомные, с 5 чашелистиками, 10—20 тычинками, 4—10 плодолистиками, свободными или сращенными. Каждый плодолистик с одной семяпочкой. Околоцветник простой, большей частью 5-членный.
Плод — сочный, ягодообразный.

## Распространение
На территории России, Украины и Белоруссии произрастают два вида — Лаконос американский (Phytolacca americana L.) и Лаконос ягодный (Phytolacca acinosa Roxb.).

## Виды
Около 20 видов в тропических и субтропических областях, главным образом в Америке.
- Phytolacca acinosa Roxb. — Лаконос ягодный, или Лаконос костянковый
- Phytolacca americana L. — Лаконос американский [syn.  Phytolacca decandra L. — Лаконос десятитычинковый]
- Phytolacca bogotensis Kunth
- Phytolacca chilensis (Miers ex Moq.) H.Walter
- Phytolacca dioica L. — Лаконос двудомный, дерево произрастающее в Южной Америке, Аргентине.
- Phytolacca dodecandra L'Hér.
- Phytolacca esculenta Van Houtte
- Phytolacca heptandra Retz.
- Phytolacca icosandra L.
- Phytolacca japonica Makino
- Phytolacca latbenia (Moq.) H.Walter
- Phytolacca meziana H.Walter
- Phytolacca octandra L.
- Phytolacca polyandra Batalin
- Phytolacca rivinoides Kunth & C.D.Bouché
- Phytolacca rugosa A.Braun & C.D.Bouché
- Phytolacca sanguinea H.Walter
- Phytolacca tetramera Hauman
- Phytolacca thyrsiflora Fenzl ex J.A.Schmidt
- Phytolacca weberbaueri H.Walter